# Табія – Захід
Табія – Захід – трубопровід у Сирії, призначений для постачання природного газу зі східної частини країни до споживачів, зосереджених на заході. 
У 2001 році на лівому березі Євфрату навпроти Дейр-ез-Зора став до ладу газопереробний завод Табія. Для видачі звідси товарного газу проклали трубопровід довжиною 246 км з діаметром 450 мм. 
На правобережжі Євфрату траса трубопровода від Табії сходиться в одному коридорі з газопроводами Омар, Джбейсса – Хомс та Арак – Хомс – Зайзун. За кілька десятків кілометрів західніше Пальміри газопровід від Табії завершується, а подальше транспортування ресурсу здійснюється через зазначені системи.